# Чернецкий, Оскар Евгеньевич
Оскар Евгеньевич Чернецкий (род. 1 марта 1924, Владивосток) — учёный-медик, доктор медицинских наук, профессор кафедры общественного здоровья и здравоохранения Ростовского государственного медицинского университета. Участник Великой Отечественной войны. «Отличник здравоохранения».

## Биография
Родился 1 марта 1924 года. Его отец, Евгений Хрисанфович Чернецкий также был врачом, начальником хирургического отделения Главного военно-морского госпиталя в Севастополе. В городе Шахты Оскар Евгеньевич окончил среднюю школу, в Свердловске — медицинское училище.
В начале Великой Отечественной войны О. Е. Чернецкий подавал заявление, чтобы пойти добровольцем на фронт. Однако не был отобран по возрасту, потом — по состоянию здоровья. Поступил в Ленинградскую военно-медицинскую академию имени Кирова, которая с 15 июля 1944 по 9 мая 1945 года была определена в состав действующей армии. Таким образом О. Е. Чернецкий оказался в армии, а слушатели академии того времени приравнивались к участникам боевых действий.
С 1948 по 1964 год работал главным врачом и хирургом в Белой Калитве Ростовской области, одновременно учился в заочной аспирантуре Центрального института усовершенствования врачей в Москве на кафедре организации здравоохранения под руководством профессора Н. А. Виноградова. В 1965 году защитил кандидатскую диссертацию на тему: «Опыт организации специализированной медицинской помощи сельскому населению в центральной районной больнице».
С 1964 года работает в Ростовском государственном медицинском университете. В университете с 1969 по 1989 год был зав. кафедрой общественного здоровья и здравоохранения № 1.
В 1974 году О. Е. Чернецкий защитил докторскую по специальности «социальная медицина и организация здравоохранения» на тему: «Социально-гигиенические проблемы рождаемости». В 1976 году ему было присвоено учёное звание профессора.
За время работы в университете им было опубликовано около 150 научных трудов, подготовлено 15 кандидатов и 3 доктора медицинских наук. В течение ряда лет под руководством профессора Чернецкого О. Е. были подготовлены кандидаты медицинских наук, в последующем доценты кафедры — Салатич А. И., Бова А. А, Савина Е. М., Баранец Л. А., Шелехов К. К. и др..
Скончался 7 сентября 2019 года в возрасте 95 лет.

## Семья
Жена Чернецкая Марианна Сергеевна, врач педиатр медицинской службы УВД Ростовской области.
Дочь, Чернецкая Елена Оскаровна, кандидат медицинских наук, сын, Чернецкий Евгений Оскарович, кандидат медицинских наук, ведущий офтальмохирург Центра микрохирургии глаза железнодорожной клинической больницы.

## Награды и звания
- Медаль «За победу над Германией».
- Знак «За заслуги перед Ростовом-на-Дону»
- Знак «Отличник здравоохранения»

## Труды
- Чернецкий О. Е. «Краткие заметки о прошедшем», 2009.
- Чернецкий О. Е. «Медицина на почтовых марках», 1978.